# Пилатківське джерело
Пилатківське джерело — гідрологічна пам'ятка природи місцевого значення в Україні. Розташоване у селі Пилатківцях Чортківського району Тернопільської області. 
Площа — 0,01 га. Оголошене об'єктом природно-заповідного фонду рішенням виконкому Тернопільської обласної ради № 747 від 17 листопада 1969 року. Перебуває у віданні Борщівської міської громади. 
Під охороною — джерело питної води, що має важливе водорегуляторне, оздоровче та естетичне значення.
У 2010 році ввійшов до складу заказника місцевого значення «Озерянський».